# Opera semiseria
L'opera semiseria è un genere operistico in cui convivono personaggi, forme e stili tratti dall'opera seria e dall'opera buffa.
Storicamente il genere semiserio si affermò in Italia negli ultimi decenni del Settecento, sul modello della pièce au sauvatage francese. L'intreccio si sviluppava infatti intorno alle disavventure di una coppia di giovani, per lo più di estrazione sociale umile, e dopo aver sfiorato la conclusione tragica, si concludeva immancabilmente con un lieto fine.

Il ruolo del malvagio era assegnato normalmente ad un personaggio dell'aristocrazia, così da istituire un elemento di conflitto sociale (oltre che personale) a sua volta di matrice tipicamente francese.
La fortuna del genere, protrattasi anche nei primi decenni dell'Ottocento, va al di là del numero delle opere definite nel libretto come semiserie. Di fatto, è lo stesso teatro serio ad inglobare sempre più spesso tratti comici o brillanti, mentre l'opera buffa si tinge sempre più di patetico, invadendo il settore in origine ricoperto dal genere semiserio.

Questo fenomeno è particolarmente evidente in alcune opere chiave di Verdi, soprattutto Rigoletto (1851) e Un ballo in maschera (1859), in cui ritroviamo le contrapposizioni sociali e di registro stilistico tipiche dell'opera semiseria, ma con finale tragico.

## Esempi di opera semiseria
- Nina, o sia La pazza per amore di Giovanni Paisiello (1789)
- Griselda di Ferdinando Paër (1798)
- Camilla di Ferdinando Paër (1799)
- Lodoïska di Johann Simon Mayr (1800)
- Agnese di Ferdinando Paër (1809)
- Torvaldo e Dorliska di Gioachino Rossini (1815)
- La gazza ladra di Gioachino Rossini (1817)
- Matilde di Shabran di Gioachino Rossini (1821)
- Emilia di Liverpool di Gaetano Donizetti (1824)
- Adelson e Salvini di Vincenzo Bellini (1825)
- La sonnambula di Vincenzo Bellini (1831)
- Il furioso all'isola di San Domingo di Gaetano Donizetti (1833)
- Linda di Chamounix di Gaetano Donizetti (1842)